# Julien Pillet
Julien André Paul Pillet (ur. 28 września 1977 w Dijon) – francuski szermierz, szablista, trzykrotny medalista olimpijski, wielokrotny medalista mistrzostw świata i Europy.
Na igrzyskach olimpijskich w Sydney w 2000 roku reprezentacja Francji w składzie: Mathieu Gourdain, Damien Touya, Julien Pillet i Cédric Seguin zdobyła srebrny medal w rywalizacji drużynowej. W zawodach indywidualnych był dwunasty. Na rozgrywanych cztery lata później igrzyskach olimpijskich w Atenach Pillet, Damien Touya i Gaël Touya zdobyli drużynowo złoty medal. Brał też udział w igrzyskach olimpijskich w Pekinie w 2008 roku, gdzie Francuzi w składzie: Nicolas Lopez, Julien Pillet i Boris Sanson obronili tytuł mistrzowski w zawodach drużynowych. W zawodach indywidualnych był tym razem czwarty, w walce o brązowy medal lepszy był Mihai Covaliu z Rumunii (wygrywając z Francuzem 15:9).
Podczas mistrzostw świata w Seulu w 1999 roku razem z Damienem Touyą, Jean-Philippe'em Daurelle'em i Mathieu Gourdainem zdobył złoty medal drużynowo. Wynik ten Francuzi w składzie: Vincent Anstett, Nicolas Lopez, Julien Pillet i Boris Sanson powtórzyli na mistrzostwach świata w Turynie w 2006 roku. W tej samej konkurencji zdobywał również srebrny medal w drużynie na rozgrywanych w 2007 roku mistrzostwach świata w Petersburgu i brązowy podczas mistrzostw świata w Lipsku w 2005 roku. Ponadto na mistrzostwach świata w Nîmes w 2001 roku i mistrzostwach świata w Lizbonie rok później zdobywał srebrne medale indywidualnie, w obu przypadkach przegrywając w finale z Rosjaninem Stanisławem Pozdniakowem.
Wielokrotnie zdobywał także medale mistrzostw Europy, w tym złoty w rywalizacji drużynowej na mistrzostwach Europy w Bolzano (1999). Był też między innymi drugi indywidualnie podczas mistrzostw Europy w Koblencji (2001) i mistrzostw Europy w Płowdiwie (2009).